# Skalat
Skalat (ukrainisch und russisch Скалат; polnisch Skałat) ist eine Stadt im Westen der Ukraine, etwa 17 Kilometer südwestlich des ehemaligen Rajonshauptortes Pidwolotschysk und 32 km nordöstlich der Oblasthauptstadt Ternopil gelegen.

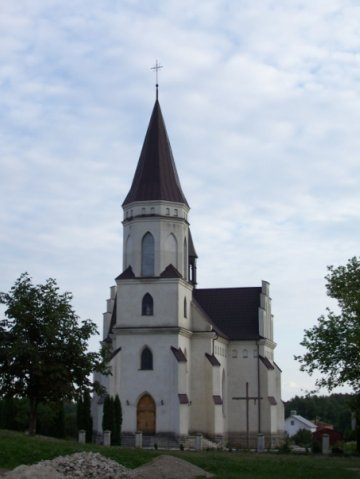
Kirche in Skalat

## Geschichte

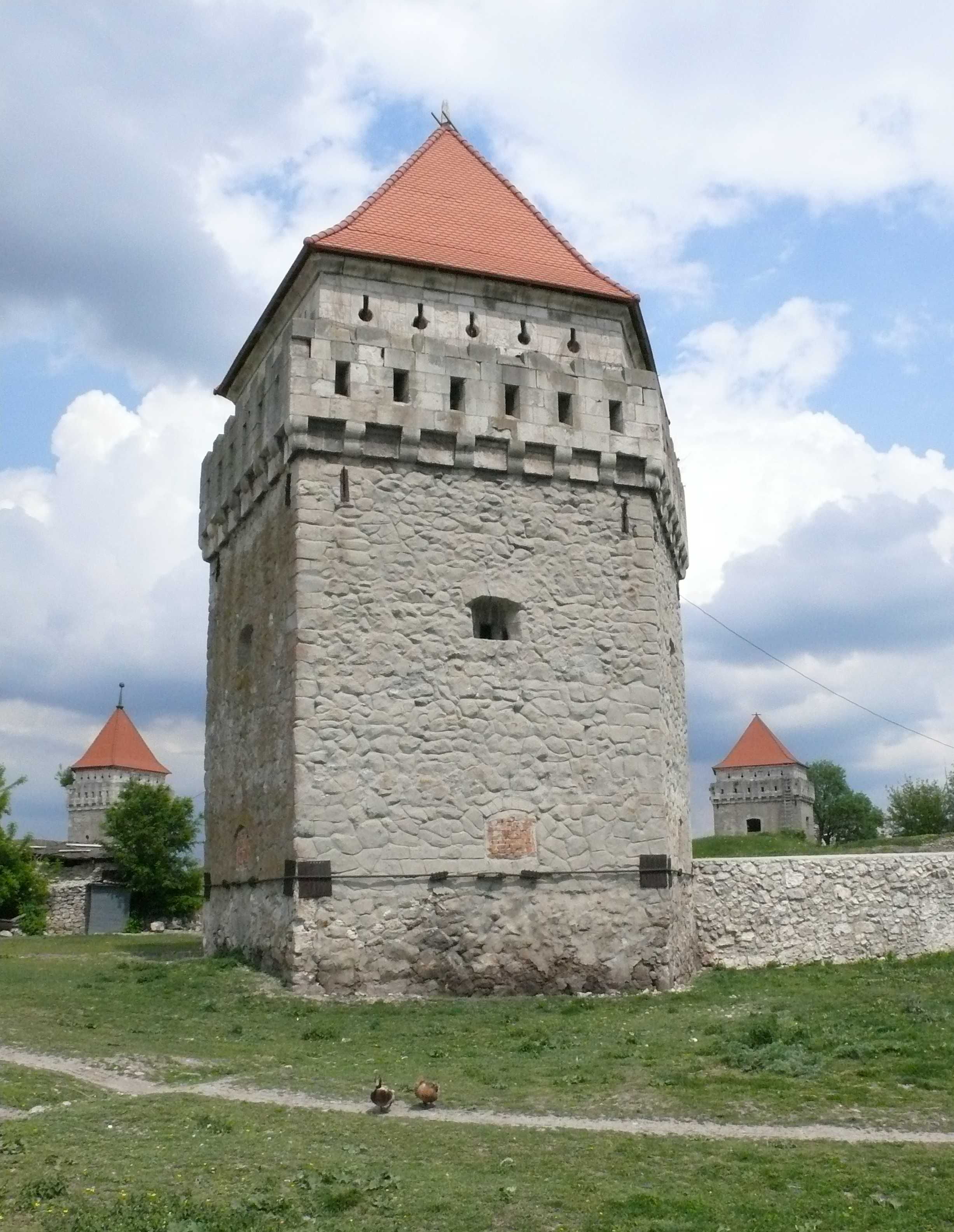
Turm der Skalater Burg

Der Ort wurde 1512 zum ersten Mal schriftlich erwähnt, im Jahr 1600 erhielt er durch Sigismund III. Wasa das Magdeburger Stadtrecht verliehen und gehörte dann bis 1772 in der Woiwodschaft Ruthenien zur Adelsrepublik Polen-Litauen. Mit den Teilungen Polens fiel der Ort an das österreichische Galizien, musste aber zwischen 1809 und 1815, wie der gesamte Tarnopoler Kreis, an Russland abgetreten werden.
Der damals hauptsächlich von Ukrainern bewohnte Ort kam nach dem Wiener Kongress zurück zum Kaisertum Österreich, von 1850 bis 1918 war er Sitz der Bezirkshauptmannschaft Skałat, zusammen mit dem 1867 eingerichteten Bezirksgericht bestand es bis 1918.
Es entwickelte sich in der Folgezeit eine große jüdische Gemeinde in Skalat, dieser Teil der 1941 etwa 4600 Einwohner wurde im Zweiten Weltkrieg vollständig ermordet oder vertrieben.
1897 bekam Skalat durch den Bau der Lokalbahn Borki Wielkie–Grzymałów Anschluss an das Eisenbahnnetz.
Nach dem Zusammenbruch der Donaumonarchie am Ende des Ersten Weltkriegs im November 1918 war die Stadt kurzzeitig Teil der Westukrainischen Volksrepublik. Im Polnisch-Ukrainischen Krieg besetzte Polen im Juli 1919 auch die letzten Teile der Westukrainischen Volksrepublik. Am 21. November 1919 sprach der Hohe Rat der Pariser Friedenskonferenz Ostgalizien dem neu gegründeten Polen zu.
In den Jahren 1919 bis 1939 gehörte Skalat, von 1921 bis 1939 ein Teil der Woiwodschaft Tarnopol, zu Polen. Skalat wurde im Zweiten Weltkrieg 1939/41 von der Sowjetunion und dann bis 1944 von Deutschland besetzt.
Nach dem Ende des Krieges wurde der Ort der Sowjetunion zugeschlagen, die Stadt kam zur Ukrainischen SSR und gehört seit 1991 zur Ukraine.
Sehenswert ist vor allem die im 17. Jahrhundert erbaute Burg mit den markanten vier starken Befestigungstürmen, ähnlich einer Kastellburg.

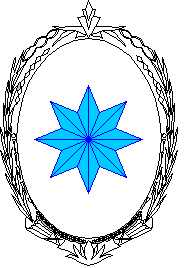
Das Stadtwappen zwischen 1921 und 1939

## Verwaltungsgliederung
Am 14. Juli 2015 wurde die Stadt zum Zentrum der neugegründeten Stadtgemeinde Skalat (Скалатська міська громада Skalatska miska hromada). Zu dieser zählten noch die 15 in der untenstehenden Tabelle aufgelisteten Dörfer, bis dahin bildete sie zusammen mit dem Dorf Poplawy die gleichnamige Stadtratsgemeinde Skalat (Скалатська міська рада/Skalatska miska rada) im Süden des Rajons Pidwolotschysk.
Seit dem 17. Juli 2020 ist sie ein Teil des Rajons Ternopil.
Folgende Orte sind neben dem Hauptort Skalat Teil der Gemeinde:
| Name                     | Name          | Name                         | Name                | Name |
| ukrainisch transkribiert | ukrainisch    | russisch                     | polnisch            |      |
| ------------------------ | ------------- | ---------------------------- | ------------------- | ---- |
| Choptjanka               | Хоптянка      | Хоптянка (Choptjanka)        | Józefówka           |      |
| Horodnyzja               | Городниця     | Городница (Gorodniza)        | Horodnica           |      |
| Kolodijiwka              | Колодіївка    | Колодиевка (Kolodijewka)     | Kołodziejówka       |      |
| Krywe                    | Криве         | Кривое (Kriwoje)             | Krzywe              |      |
| Mahdaliwka               | Магдалівка    | Магдалевка (Magdalewka)      | Magdalówka          |      |
| Mytnyzja                 | Митниця       | Мытница (Mytniza)            | Mytnica             |      |
| Nowosilka                | Новосілка     | Новосёлка (Nowosjolka)       | Nowosiółka Skałacka |      |
| Ostapje                  | Остап'є       | Остапье                      | Ostapie             |      |
| Panassiwka               | Панасівка     | Панасовка (Panassowka)       | Panasówka           |      |
| Podillja                 | Поділля       | Подолье (Podolje)            | Poznanka Gniła      |      |
| Polupaniwka              | Полупанівка   | Полупановка (Polupanowka)    | Połupanówka         |      |
| Poplawy                  | Поплави       | Поплавы                      | Popławy Skałackie   |      |
| Sarubynzi                | Зарубинці     | Зарубинцы (Sarubinzy)        | Zarubińce           |      |
| Staryj Skalat            | Старий Скалат | Старый Скалат (Stary Skalat) | Skałat Stary        |      |
| Tekliwka                 | Теклівка      | Теклевка (Teklewka)          | Teklówka            |      |

## Skalat in der Literatur
Das polnische Schtetl Skalat wird in Avraham Azrielis Buch One Step Ahead beschrieben.
Das Buch ist ein Tatsachenbericht.
Es beschreibt die Flucht der jüdischen Frau Esther Parnes (1900–1965) mit ihren sieben Kindern 1941 aus Skalat vor den deutschen Nationalsozialisten nach Osten.
Immer nur mit knappen Vorsprung vor den nachrückenden deutschen Truppen, gelang es ihr, ihre Familie vor der Vernichtung durch die Deutschen zu retten.

## Persönlichkeiten
- Oleksandr Kultschyzkyj (1895–1980), Psychologe, Soziologe, Philosoph und Hochschullehrer
- Ephraim Avigdor Speiser (1902–1965), US-amerikanischer Assyriologe polnischer Herkunft
- Leo Bauer (1912–1972), deutscher Politiker
- Wenzel von Zaleski (1868–1913), Mitglied des Wiener Staatsrates und Großgrundbesitzer (Ostapie).